# أدولف شيمبيرسكي
أدولف شيمبيرسكي (5 أغسطس 1909 – 15 فبراير 1964) لاعب كرة قدم تشيكوسلوفاكي راحل كان يجيد اللعب في خط الوسط .
لعب طوال مسيرته الرياضية في أندية بريزنيتسه، سلافيا براغ (1927-1936) سليزسكا أوسترافا (1937-1938).
مثل منتخب تشيكوسلوفاكيا 10 مباريات (1930-1933). شارك مع منتخب تشيكوسلوفاكيا في بطولة كأس العالم 1934 في إيطاليا حيث احتل المركز الثاني.

## وصلات خارجية
- أدولف شيمبيرسكي على موقع الاتحاد التشيكي (الإنجليزية)
- أدولف شيمبيرسكي على موقع ناشيونال فوتبول تيمز (الإنجليزية)
- أدولف شيمبيرسكي على موقع عالم كرة القدم.نت (الإنجليزية)

- سيرة ذاتية[وصلة مكسورة]